# SGSN
SGSN (англ. Serving GPRS Support Node, узел обслуживания абонентов GPRS) — основной компонент GPRS-системы по реализации всех функций обработки пакетной информации. SGSN выступает точкой соединения между системой базовых станций (BSS), сети радиодоступа (RAN) и базовой сетью (CN). SGSN можно назвать аналогом коммутатора MSC сети GSM.
SGSN выполняет следующие функции:
- контроль доставки пакетов данных пользователям;
- взаимодействие с реестром собственных абонентов сети HLR или аутентификация (проверка разрешения на запрос пользователями услуги); механизм совпадает с механизмом аутентификации в GSM;
- мониторинг находящихся в режиме online пользователей;
- преобразование кадров GSM в форматы, используемые протоколами TCP/IP глобальной компьютерной сети Internet;
- регистрация или «прикрепление» (attachment) абонентов, вновь «появившихся» в зоне действия сети;
- шифрование данных; алгоритм шифрования в технологии GPRS (GEA1, GEA2, GEA3) отличаются от алгоритмов шифрования в GSM (A5/1, A5/2, A5/3), но разработаны на их основе;
- сбор поступающей биллинговой информации, пересылка её в главный офис и т. п.

SGSN подключается к узлу межсетевого перехода GPRS (GGSN), а также к другим SGSN через IP сеть. SGSN не ограничивается соединением с одним узлом GGSN, на практике таких узлов может быть несколько, включая GGSN которые находятся за пределами мобильной сети данного SGSN. 
SGSN имеет динамическую базу данных текущей информации о подключенных мобильных устройствах. Эта информация содержит:
- местонахождение мобильного устройства в Routing Area (RA) или соте;
- информация о безопасности подключения, такая как используемый ключ шифрования;
- текущее состояние подключения;
- использование QoS и др.

Пакетный коммутатор призван разгрузить GSM коммутатор, обеспечивая обработку пакетной информации, оставляя обычному коммутатору лишь голосовой трафик.